# Pseudonicsara concha
Pseudonicsara concha är en insektsart som beskrevs av Sigfrid Ingrisch 2009. Pseudonicsara concha ingår i släktet Pseudonicsara och familjen vårtbitare. Inga underarter finns listade i Catalogue of Life.